# قاتلان خون‌آشام‌های لزبین
قاتلان خون‌آشام‌های لزبین (انگلیسی: Lesbian Vampire Killers) فیلمی در ژانر کمدی ترسناک است که در سال ۲۰۰۹ منتشر شد. از بازیگران آن می‌توان به جیمز کوردن، می‌آنا بورینگ، پل مک‌گان و سوزی ایمی اشاره کرد. این فیلم به‌طور گسترده‌ای با نقدهای منفی از سوی منتقدان مواجه شد.